# Стара Врубліна
Стара Врубліна (пол. Stara Wróblina) — село в Польщі, у гміні Станін Луківського повіту Люблінського воєводства.
Населення — 223 особи (2011).
У 1975-1998 роках село належало до Седлецького воєводства.

## Демографія
Демографічна структура станом на 31 березня 2011 року:
|          | Загалом | Допрацездатний вік | Працездатний вік | Постпрацездатний вік |
| -------- | ------- | ------------------ | ---------------- | -------------------- |
| Чоловіки | 116     | 25                 | 78               | 13                   |
| Жінки    | 107     | 24                 | 58               | 25                   |
| Разом    | 223     | 49                 | 136              | 38                   |